# Ulica Stefana Grota-Roweckiego w Katowicach
Ulica generała Stefana Grota-Roweckiego w Katowicach − jedna z głównych ulic w katowickiej dzielnicy Zarzecze. Rozpoczyna swój bieg przy skrzyżowaniu z ulicą Uniczowską. Następnie krzyżuje się z ul. Hortensji, ul. Słonecznikową, ul. Kamieńską, ul. Kanałową, ul. Szarotek, ul. Pawła Stellera, ul. Karasiową, ul. Węgorzy, ul. Kopaniny Lewe, ul. Leszczy. Kończy swój bieg przy skrzyżowaniu z ul. Jana Świderskiego, na granicy miasta z Mikołowem. Jej przedłużeniem w Mikołowie jest ulica Podleska.

## Opis

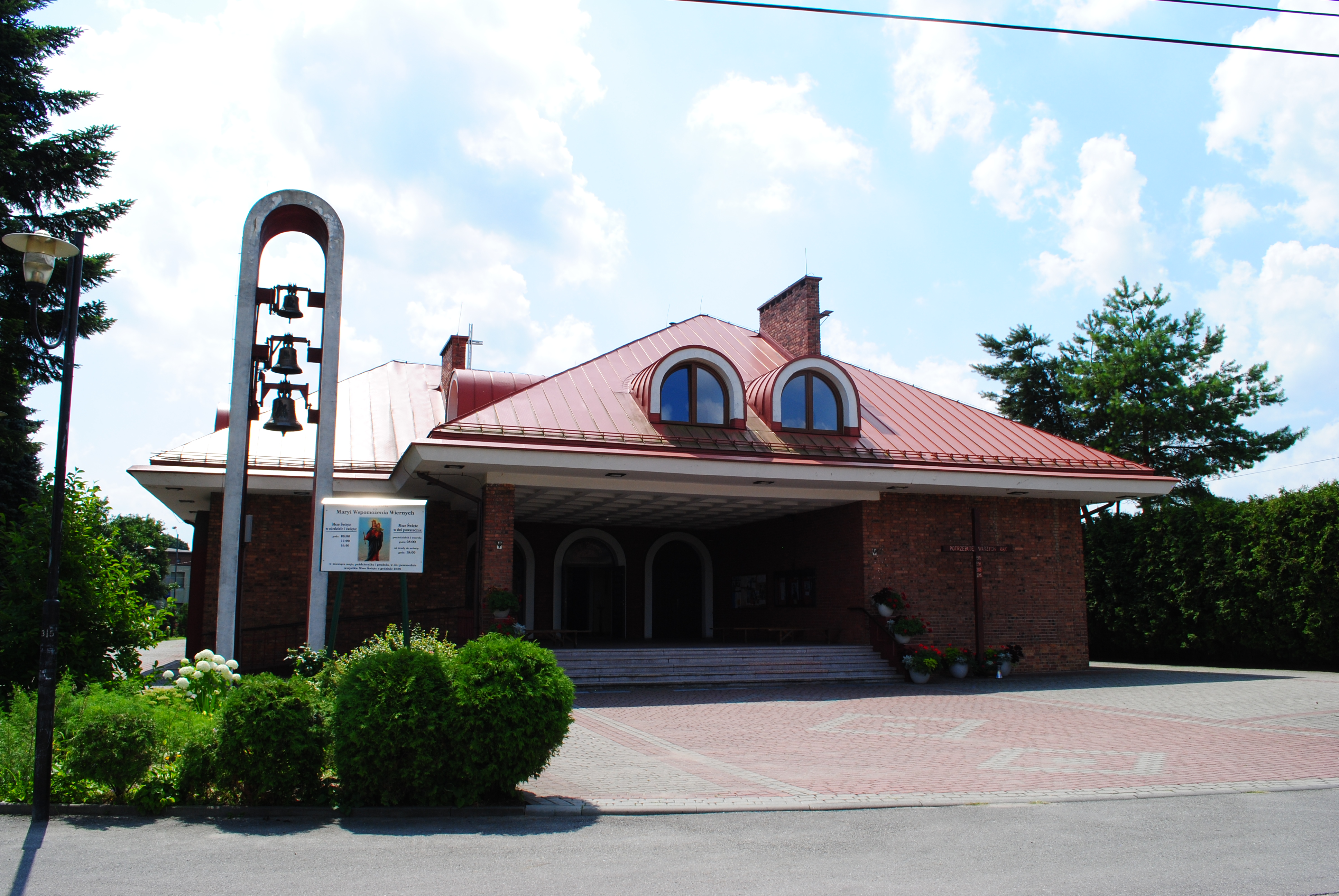
Kościół parafialny parafii Matki Boskiej Wspomożenia Wiernych

Droga z Podlesia do Zarzecza i dalej do Mikołowa istniała już w XVII wieku; w XVIII wieku była częścią Saltz Weg (stary mikołowski szlak drogi solnej), zaznaczonej na mapie Hellera z 1776; jest także zaznaczona na mapie z 1827. Zabudowa dzielnicy Zarzecze ma charakter zabudowy wiejskiej. Wzdłuż głównych ulic, tj. ul. gen. S. Grota-Roweckiego, ul. Pawła Stellera, ul. Kamieńskiej, ul. Kanałowej dominuje pozostałość wiejskiej zabudowy ulicowej. Wzdłuż dzisiejszych ul. gen. S. Grota-Roweckiego i ul. Kanałowej, ul. Kamieńskiej ukształtowała się pierwotna zabudowa wsi. Ciąg ulic Uniczowska − gen. S. Grota-Roweckiego pełni funkcję ulicy głównej. W czasach PRL ulica nosiła nazwę Wilhelma Kaczmarskiego.
W 1985 wzniesiono i poświęcono kościół parafialny parafii Matki Boskiej Wspomożenia Wiernych pod numerem 22. W latach 2004−2005 została przebudowana strażnica Ochotniczej Straży Pożarnej Zarzecze przy ul. gen. S. Grota-Roweckiego 20. Dobudowano do istniejącego budynku część socjalną oraz garaż dla wozów bojowych.
Ulicą kursują linie autobusowe Zarządu Transportu Metropolitalnego (ZTM).

## Obiekty zabytkowe

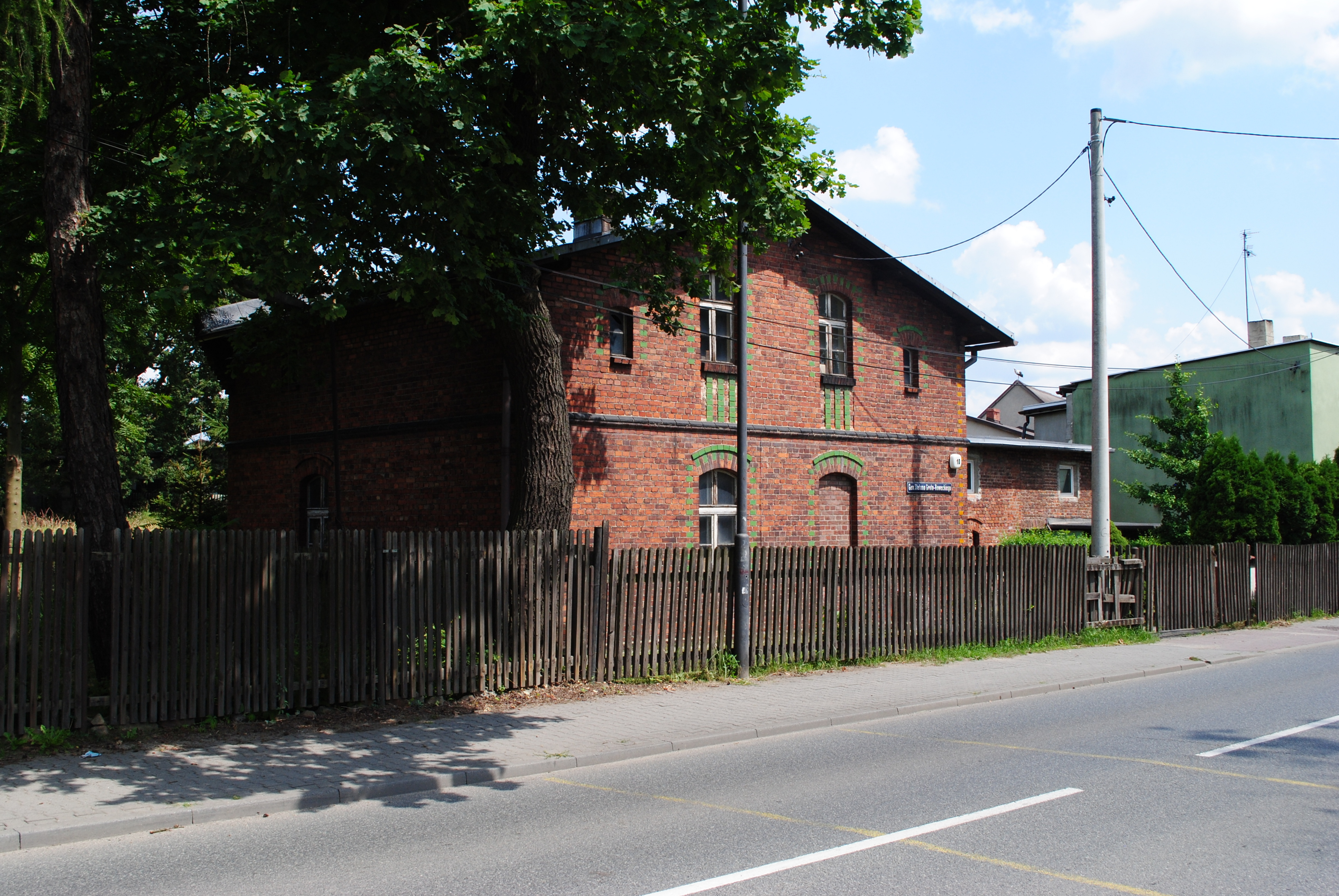
Dom mieszkalny przy ul. gen. Stefana Grota-Roweckiego 10

Przy ulicy gen. Stefana Grota-Roweckiego znajdują się następujące obiekty, objęte ochroną konserwatorską:
- zespół dawnego folwarku z drugiej/trzeciej ćwiartki XIX wieku (ul. gen. S. Grota-Roweckiego 9)[9];
- dom mieszkalny z budynkiem gospodarczym (ul. gen. Stefana Grota-Roweckiego 10), wzniesiony na przełomie XIX i XX wieku[9];
- dom mieszkalny z restauracją (ul. gen. Stefana Grota-Roweckiego 12), wzniesiony w 1903[9];
- zagroda, obejmująca dom mieszkalno-gospodarczy i stodołę (ul. gen. S. Grota-Roweckiego 20), wzniesiona w trzeciej ćwierci XIX wieku[9];
- krzyż przydrożny (ul. gen. Stefana Grota-Roweckiego 22, obok kościoła MB Wspomożenia Wiernych), wzniesiony pod koniec XIX wieku;
- dom mieszkalny (ul. gen. Stefana Grota-Roweckiego 46), wzniesiony na przełomie XIX i XX wieku[9];
- zagroda, obejmująca dom mieszkalno-gospodarczy i stodołę (ul. gen. Stefana Grota-Roweckiego 48), wzniesione na przełomie XIX i XX wieku[9];
- zagroda, obejmująca dom mieszkalno-gospodarczy i stodołę (ul. gen. Stefana Grota-Roweckiego 51), wzniesione na przełomie XIX i XX wieku[9];
- dom murowany z gospodą (ul. gen. Stefana Grota-Roweckiego 61), pochodzący początku XX wieku[9];
- zagroda, obejmująca dom mieszkalny i budynki gospodarcze (ul. gen. Stefana Grota-Roweckiego 78a), wzniesione na przełomie XIX i XX wieku[9].

## Instytucje

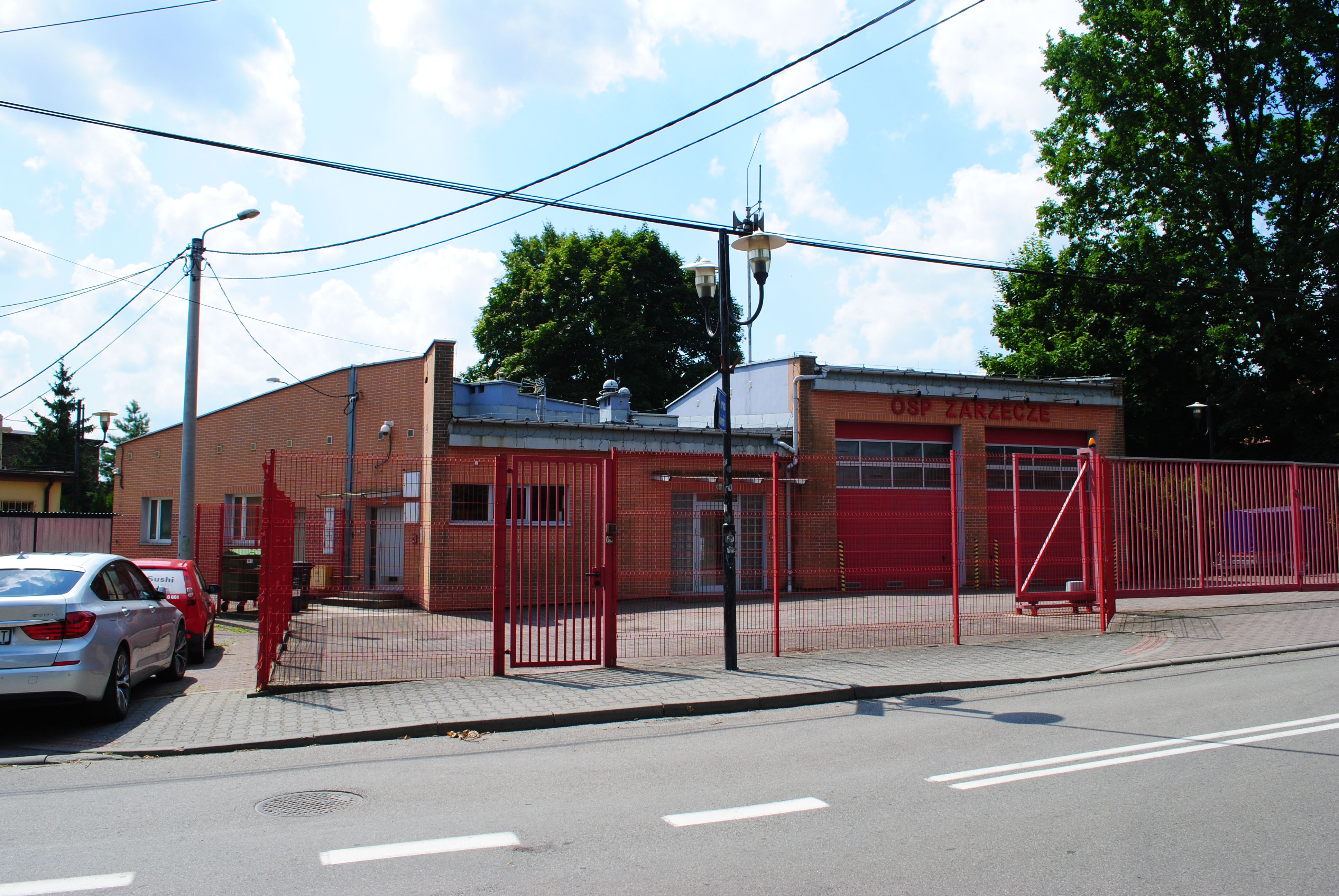
Budynek OSP Zarzecze (widok od strony ulicy P. Stellera)

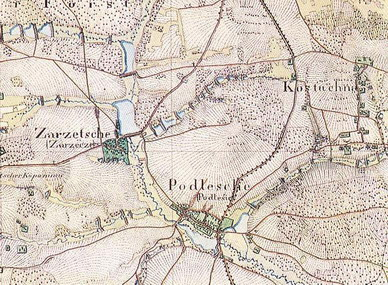
Mapa z 1827 − widoczna droga z Podlesia do Zarzecza

Swoją siedzibę przy ul. gen. Stefana Grota-Roweckiego mają:
- Ochotnicza Straż Pożarna Zarzecze (ul. gen. S. Grota-Roweckiego 20[10])[4],
- kościół i parafia Matki Bożej Wspomożenia Wiernych (ul. gen. S. Grota-Roweckiego 22),
- cmentarz parafii MB Wspomożenia Wiernych (ul. gen. S. Grota-Roweckiego 22)[4],
- osiedle Grota-Roweckiego,
- przedsiębiorstwa i firmy handlowo-usługowe.